# NHK平原ラジオ放送所
NHK平原ラジオ放送所（エヌエイチケイひらばるらじおほうそうじょ）は、NHK大分放送局のラジオ第1放送とラジオ第2放送の送信施設の名称である。なお、本項ではNHK大分平原テレビ中継局（総合テレビのみ/季節混信対策局）についても記す。

## 概要
- 所在地：大分県大分市神崎字上白木平原128
- もともと放送局として開設。その後スタジオ部分はテレビ放送開始により市街地へ移転した。

## 沿革
- 1941年6月 - 社団法人日本放送協会大分放送局開局。
- 1959年8月 - 総合テレビ放送開始、十文字原送信所から送信。
- 1962年12月 - スタジオ部分、東春日町へ移転。ラジオ送信所だけが残る。
- 1978年11月23日 - ラジオ第1放送の周波数を820kHzから819kHzに変更（AMラジオの9kHzステップ化による）。
- 1997年7月 - ラジオ第1放送の周波数を819kHzから639kHzに変更（海外からの混信が激しくなったための措置）。

## 送信設備

### AMラジオ放送
| 系統名    | コールサイン | 周波数  | 空中線電力 | 放送対象地域 | 放送区域内世帯数 |
| --------- | ------------ | ------- | ---------- | ------------ | ---------------- |
| ラジオ第1 | JOIP         | 639kHz  | 5kW        | 大分県       | -                |
| ラジオ第2 | JOID         | 1467kHz | 1kW        | 全国         | -                |